# Guerra Polaco-Soviética
A Guerra Polaco-Soviética (português europeu) ou Polonesa-Soviética (português brasileiro) foi um conflito armado envolvendo a Rússia Soviética e a Polônia de fevereiro de 1919 a março de 1921. O objetivo do ataque soviético foi tentar expandir o socialismo para a Europa Central, passando pelo território polonês primeiro. A guerra seguiu como um impasse até a vitória da Polônia na Batalha de Varsóvia, em agosto de 1920. Em março do ano seguinte, foi firmado a Paz de Riga, com ganhos territoriais limitados para ambos os lados.

## História
Durante 123 anos a Polônia ficou subjugada pelo Império Alemão, Monarquia de Habsburgo e Império Russo. Então, após a Primeira Guerra Mundial, os países vencedores (Tríplice Entente) decidiram restaurar a independência do país.
Logo estourou a Revolta na Grande Polônia, na qual militares revoltam-se contra os alemães que ocupavam a parte oeste do país. Estes, sem condições para reprimir a revolta e com uma revolução socialista que deveria ser detida em seu país, retiraram as suas tropas da região.
Finalmente a Polônia ressurgiu, proclamando a criação da Segunda República da Polônia, onde, pelo Tratado de Versalhes, a Alemanha teve que entregar à Polônia a cidade portuária de Danzigue.

## A guerra

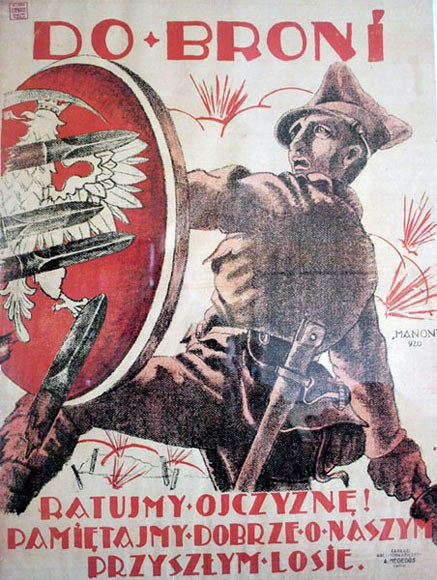
Propaganda polonesa contra os bolcheviques

Na Rússia, desde a tomada do poder pelos bolcheviques, Vladimir Lênin desejava instaurar regimes socialistas em toda a Europa e, aproveitando as greves e revoltas comunistas na Alemanha, viu na conquista da Polônia uma ponte para que o Exército Vermelho pudesse vir em auxílio destes movimentos.
Do lado polonês, a Guerra Civil Russa, de resultado ainda incerto, causava insegurança quanto às fronteiras orientais da Polônia. Józef Piłsudski, chefe de estado polonês, viu nesta instabilidade a oportunidade para expandir as fronteiras do jovem estado e, talvez, criar uma federação com a Ucrânia e os países do Báltico.
Em 1919, o Exército Branco estava sofrendo vários reveses, os comunistas estavam vencendo a Guerra Civil Russa e, com os ânimos exaltados nas cidades alemãs desde a derrota na guerra e a abdicação do kaiser Guilherme II, os comunistas conseguiam se fortalecer. Lênin então ordenou a invasão da Polônia.
A Polônia então recrutou urgentemente novas tropas, comprou armas e enviou diplomatas para conseguir apoio de outros países e da Liga das Nações.

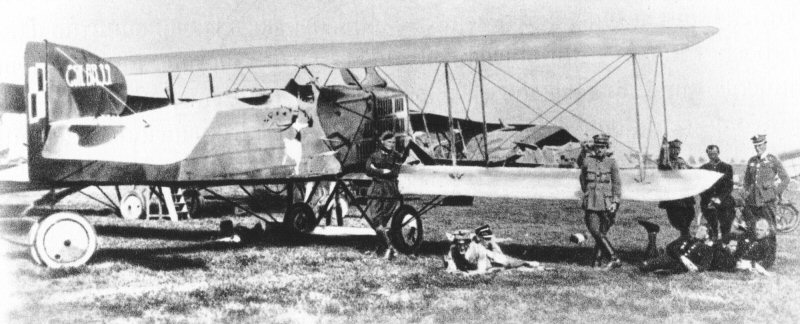
Avião polonês durante a Ofensiva de Kiev

A República Popular da Ucrânia, sob a liderança de Symon Petliura, decidiu apoiar os poloneses fornecendo apoio logístico além de aeródromos e estradas com o propósito de também expulsar os comunistas que haviam invadido a Ucrânia durante a Guerra Civil Russa para instalar uma república socialista. Os polaco-ucranianos conseguiram avançar e lançaram a Ofensiva de Kiev, num grande ataque para reconquistar a capital ucraniana e derrubar o governo comunista. Entretanto o ataque fracassou e logo as tropas polacas e ucranianas sofreram terríveis reveses.
No campo diplomático, os poloneses conseguiram, apesar da insatisfação do primeiro-ministro britânico Lloyd George, o apoio do Reino Unido, que promoveu embargos econômicos à Rússia. A França também decidiu assinar uma aliança com os polacos e enviou o Exército Azul, comandado pelo general Joséf Haller, que continha oficiais franceses para auxiliar os polacos (dentre eles estava Charles de Gaulle). Além disso, vários soldados e pilotos de vários outros países também foram socorrer os poloneses.
A jovem Polônia estava com dificuldades de receber as armas. A Hungria havia enviado uma grande quantidade de armamentos, mas a Tchecoslováquia recusava-se a permitir a passagem do material, que só foi feito de modo clandestino. A Polônia tentou aliar-se à Lituânia, mas esta preferiu se aliar aos bolcheviques, pois temia ser anexada futuramente pela Polônia, que desejava reconquistar os antigos territórios que pertenciam à República das Duas Nações, nos séculos XVII e XVIII. Isso ocasionou a Guerra polaco-lituana, e, apesar da perda da capital Vilnius para a Polônia, os lituanos conseguiram a sua independência e as relações diplomáticas entre os dois países só foi restabelecida em 1938.

## A Batalha de Varsóvia

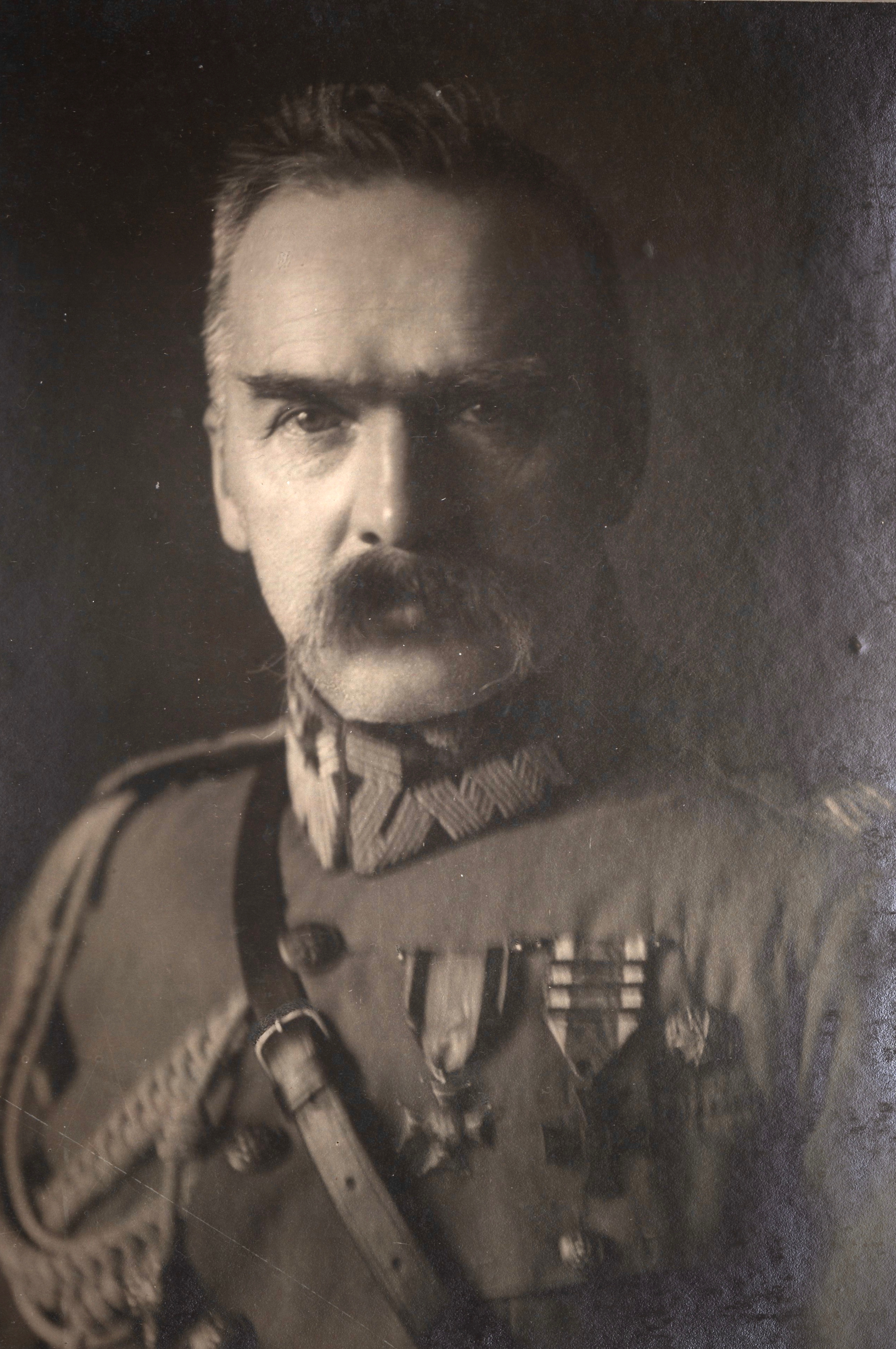
Józef Piłsudski

Em cinco semanas o exército polonês recuou cerca de 500 quilômetros, destroçando o moral da tropa e espalhando o pânico na sociedade. No início de agosto os russos capturaram Brest, atravessando o rio Bug e rompendo a penúltima linha de defesa na direção de Varsóvia.
A Batalha de Varsóvia (13 a 25 de agosto de 1920) marcou o ponto de virada a favor das forças armadas polacas. O estadista e general Józef Piłsudski decidiu retirar as forças polacas para o rio Vístula e lá resistirem ao ataque soviético, com o apoio dos generais Władysław Sikorski e Joséf Haller que deveriam atacar o Norte por trás de Varsóvia e resistir entrincheirado ao ataque inimigo, respectivamente. Enquanto no centro, o exército de Piłsudski atacaria um ponto fraco descoberto pelo serviço de inteligência polaca que interceptou mensagens de rádio e as decodificou. O Exército Vermelho comandado pelo jovem general Mikhail Tukhachevsky avançava já cantando vitória, assim que conquistasse a Polônia, diziam eles, logo rumariam para a Alemanha, França, Inglaterra e toda a Europa. A Polônia apelou ao mundo declarando que só ela poderia impedir o avanço comunista, com isso conseguiu mais apoio.
Quando os soviéticos chegaram ao rio Vístula, perto de Varsóvia, os poloneses de Piłsudski atacaram enquanto os de Haller resistiram aos soviéticos, depois de alguns dias, os polacos fecharam o cerco ao Exército Vermelho empurrando-o até a fronteira com a Prússia Oriental, onde esmagaram definitivamente os comunistas e afastaram a Europa do avanço revolucionário.

## Fim da guerra

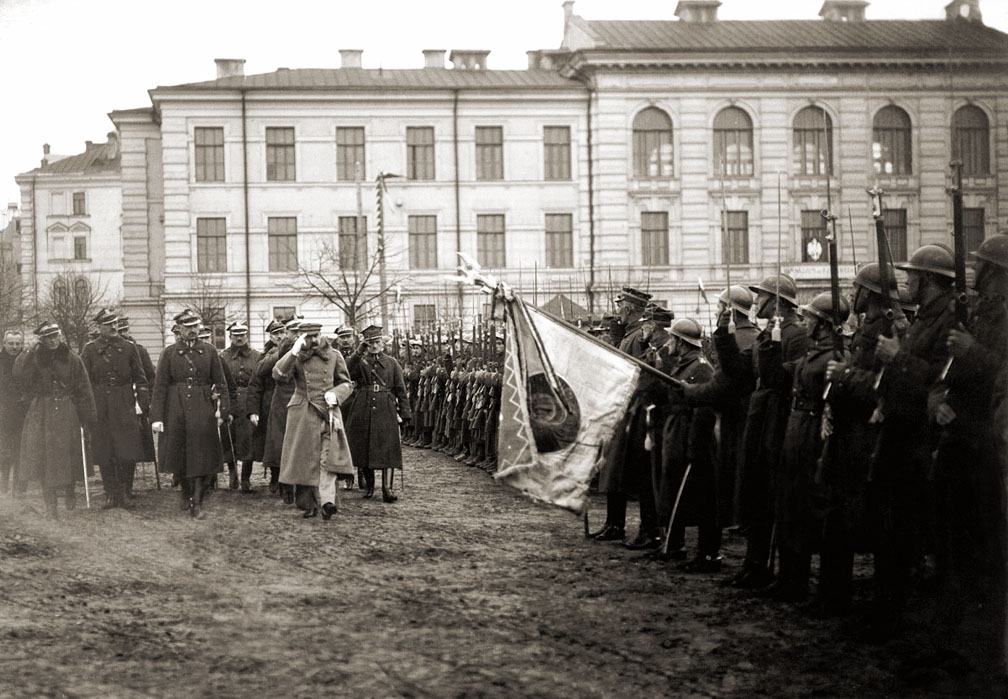
Representação na frente de batalha da guerra

Após a vitória em Varsóvia, também chamada de "Milagre no Vístula", os polacos retomaram a ofensiva reconquistando antigos territórios. Diante do fracasso, Lênin decidiu acabar com a guerra assinando o Tratado de Riga, que reconhecia a independência da Polônia. Entretanto, os polacos não conseguiram expulsar os bolcheviques da Ucrânia, que se tornou então uma república soviética, e Symon Petliura e os membros do antigo governo exilaram-se na França.
A Polônia aumentou significativamente seu território, iniciando um período de rápido desenvolvimento. O marechal Józef Piłsudski tornou-se, em 1926, após um golpe de Estado, ditador. Adquiriu a simpatia do povo, que o chamava carinhosamente de Vovô ou O Marechal, tornando-se um herói polonês.

## Prisioneiros, crimes de guerra e outras controvérsias
De acordo com fontes citadas por Chwalba, dos 80 a 85 mil prisioneiros de guerra soviéticos, 16 a 20 mil morreram no cativeiro polonês. Dos 51 mil presos poloneses, 20 mil morreram. A prática de matar desproporcionalmente oficiais comissionados poloneses continuou na Segunda Guerra Mundial, quando uma série de execuções conhecidas como o massacre de Katyn ocorreu.
A guerra e suas consequências resultaram em controvérsias, como a situação dos prisioneiros de guerra na Polônia e na Rússia e Lituânia soviéticas, tratamento da população civil, ou o comportamento de alguns comandantes, incluindo Semyon Budyonny, Hayk Bzhishkyan, Stanisław Bułak-Bałachowicz, e Vadim Yakovlev. Os pogroms relatados de judeus pelos militares poloneses fizeram com que os Estados Unidos enviassem uma comissão, liderada por Henry Morgenthau, para investigar o assunto.

## Desenvolvimento de uma estratégia militar
A Guerra polaco-soviética influenciou a doutrina militar polonesa; sob a liderança de Piłsudski, enfatizou a mobilidade das unidades de cavalaria de elite. Também influenciou Charles de Gaulle, que era um instrutor do exército polonês com uma patente de major e lutou em várias das batalhas, incluindo a Batalha de Varsóvia. Ele e Sikorski previram corretamente, com base em suas experiências durante a guerra, a importância da manobra e da mecanização na próxima guerra. Embora não tivessem conseguido convencer seus respectivos estabelecimentos militares a dar ouvidos a essas lições durante o período entre guerras, durante a Segunda Guerra Mundial, eles subiram ao comando de suas respectivas forças armadas no exílio.

## Consequências e legado
Apesar da retirada final das forças soviéticas e da aniquilação de três exércitos de campo soviéticos, os historiadores não concordam universalmente sobre a questão da vitória. Lênin falou de uma grande derrota militar sofrida pela Rússia soviética. Sebestyen escreveu: "Os poloneses derrotaram e envergonharam fortemente o Estado soviético – um dos maiores reveses de Lênin". O conflito, no entanto, também é visto como uma vitória militar para a Polônia, juntamente com uma derrota política. Na Paz de Riga, a Polônia desistiu formalmente de suas ambições de ajudar a construir a Ucrânia e Belarus independentes. A Ucrânia ocidental e a Bielorrússia ocidental tornaram-se partes da Polônia, que reconheceu os dois países (geograficamente, suas partes central e oriental) como estados e dependências de Moscou. Os países idealizados por Piłsudski como membros da federação Intermarium liderada pela Polônia tinham, em vez disso, sob Lenin e Stalin, se incorporado à União Soviética.
No outono de 1920, ambos os combatentes perceberam que não poderiam obter uma vitória militar decisiva. Internamente, o recém-restabelecido Estado polonês havia provado sua viabilidade, já que a esmagadora maioria de seu povo contribuiu para a defesa do país e se mostrou insensível aos apelos bolcheviques para se juntar à revolução. Quanto aos protagonistas, nenhum dos dois foi capaz de realizar seu objetivo principal. Para Piłsudski, era para recriar de alguma forma a República das Duas Nações. Para Lênin, causar a queda do edifício capitalista na Europa, facilitando processos revolucionários em Estados-chave da Europa Ocidental.
Historiadores russos e poloneses tendem a atribuir a vitória a seus respectivos países. As avaliações externas variam principalmente entre chamar o resultado de vitória polonesa ou inconclusivo. Os poloneses reivindicaram uma defesa bem-sucedida de seu Estado, mas os soviéticos reivindicaram uma repulsa à invasão polonesa da Ucrânia e Belarus, que eles viam como parte da intervenção aliada na Guerra Civil Russa. Alguns historiadores militares britânicos e americanos argumentam que o fracasso soviético em destruir o Exército polonês acabou com as ambições soviéticas de revolução internacional.
Andrzej Chwalba enumera uma série de maneiras pelas quais a vitória militar polonesa na realidade acabou sendo uma perda (o status quo fundamental – a existência soberana da Polônia – foi preservado). A percepção da Polônia como agressora prejudicou a reputação do país. Historiadores e publicitários, tanto no Ocidente como no Oriente, têm apresentado a política oriental do país em termos negativos, como irresponsável e aventureira. Em 1920 e suas consequências, provavelmente centenas de milhares de pessoas morreram sem qualquer ganho territorial ou político para a Polônia.
Depois de assinar o armistício com a Polônia em outubro de 1920, os soviéticos transferiram tropas para a Crimeia e atacaram o istmo de Perekop. O Exército Branco de Pyotr Wrangel acabou derrotado lá. Em 14 de novembro, 83 000 soldados e civis foram evacuados a bordo de navios franceses e russos para Istambul (o governo britânico se recusou a fornecer qualquer assistência), enquanto 300 000 colaboradores brancos foram deixados para trás. O Exército Vermelho então desviou suas tropas para a região de Tambov, no centro da Rússia, para esmagar uma revolta camponesa antibolchevique.
Em setembro de 1926, o Pacto de Não-Agressão Soviético-Lituano foi assinado. Os soviéticos renovaram seu reconhecimento da reivindicação lituana para a área de Vilnius. Em 1939, após a invasão soviética da Polônia, Stalin deu Vilnius à Lituânia. Em 1940, a Lituânia foi incorporada à União Soviética como uma república soviética. Este arranjo, interrompido pela ocupação alemã da Lituânia em 1941-44, durou até a restauração do Estado independente lituano em 1990. Sob a República Socialista Soviética da Lituânia, Vilnius tornou-se uma cidade dominada por lituanos étnicos.
Após a invasão soviética da Polônia em setembro de 1939, a partição da Bielorrússia e da Ucrânia terminou em termos soviéticos. Após a Operação Barbarossa e a ocupação pela Alemanha nazista, a União Soviética retornou em 1944 e as duas repúblicas soviéticas recuperaram permanentemente o que havia sido o "Kresy" polonês de 1920 a 1939. Desde os ajustes pós-Segunda Guerra Mundial, as fronteiras das repúblicas permaneceram estáveis, exceto pela transferência da Crimeia em 1954 da RSFS russa para a RSS ucraniana. As fronteiras das repúblicas soviéticas foram preservadas como fronteiras da Bielorrússia e da Ucrânia independentes após a dissolução da União Soviética.
Em 1943, durante a Segunda Guerra Mundial, o tema das fronteiras orientais da Polônia foi reaberto e discutido na Conferência de Teerã. Winston Churchill argumentou a favor da Linha Curzon de 1920 em vez da Paz de Riga, e um acordo entre os Aliados para esse efeito foi alcançado na Conferência de Yalta em 1945. Os Aliados Ocidentais, apesar de terem tratados de aliança com a Polônia e apesar da contribuição polonesa para a guerra, deixaram a Polônia dentro da esfera de influência soviética. Os Aliados permitiram que a Polônia fosse compensada pelas perdas territoriais no leste com a maior parte dos antigos territórios orientais da Alemanha. O arranjo pós-guerra imposto tornou-se conhecido por muitos poloneses como a traição ocidental.
Do final da Segunda Guerra Mundial até 1989, os comunistas mantiveram o poder na Polônia, e a Guerra polaco-soviética foi omitida ou minimizada nos livros de história da Polônia e de outros países do bloco soviético, ou foi apresentada como uma intervenção estrangeira durante a Guerra Civil Russa.
O tenente polonês Józef Kowalski foi o último veterano vivo da guerra. Ele foi condecorado com a Ordem da Polonia Restituta em seu 110º aniversário pelo presidente Lech Kaczyński da Polônia. Ele morreu em 7 de dezembro de 2013 com 113 anos.

#### Polonês
- Czubiński, Antoni, Walka o granice wschodnie Polski w latach 1918–1921 (Fighting for eastern borders of Poland in 1918–1921), Instytut Śląski w Opolu, Opole, 1993
- Drozdzowski, Marian Marek (ed.), Międzynarodowe aspekty wojny polsko-bolszewickiej, 1919–1920. Antologia tekstów historycznych (International aspects of the Polish-Bolshevik War, 1919–1920. Anthology of historical texts.), Instytut Historii PAN, 1996, ISBN 978-83-86417-21-6
- Golegiewski, Grzegorz, Obrona Płocka przed bolszewikami, 18–19 sierpnia 1920 r. (Defence of Płock from the Bolsheviks, 18–19 August 1920), Novum, 2004, ISBN 978-83-89416-43-8
- Kawalec, Tadeusz. Historia IV-ej Dywizji Strzelców Generała Żeligowskiego w zarysie (History of 4th Rifleman Division of General Żeligowki in brief), Gryf, 1993, OCLC 32178695.
- Konieczny, Bronisław. Moje życie w mundurze. Czasy narodzin i upadku II RP (My life in the uniform. Times of the birth and fall of the Second Polish Republic), Księgarnia Akademicka, 2005 ISBN 978-83-7188-693-5
- Kopański, Tomasz Jan, 16 (39-a) Eskadra Wywiadowcza 1919–1920 (16th (39th) Scouting Escadrille 1919–1920), Wojskowy Instytut Historyczny, 1994, ISBN 978-83-901733-5-1
- Kukiel, Marian, Moja wojaczka na Ukrainie. Wiosna 1920 (My fighting in Ukraine. Spring 1920), Wojskowy Instytut Historyczny, 1995, ISBN 978-83-85621-74-4
- Łukowski, Grzegorz. Walka Rzeczpospolitej o kresy północno-wschodnie, 1918–1920. Polityka i dzialania militarne. (Rzeczpospolita's fight for the northeastern borderlands, 1918–1920. Politics and military actions.), Wydawnictwo Naukowe Universytetu Adama Mickiewicza, Poznań, 1994, ISBN 978-83-232-0614-9
- Pruszyński, Mieczysław. Dramat Piłsudskiego: Wojna 1920 (The drama of Piłsudski: War of 1920), Polska Oficyna Wydawnicza BGW, 1995, ISBN 978-83-7066-560-9
- Odziemkowski, Janusz. Leksykon Wojny Polsko-Rosyjskiej 1919–1920 (Lexicon of Polish-Russian War 1919–1920), Rytm, 2004, ISBN 978-83-7399-096-8
- Rozstworowski, Stanisław (ed.), Listy z wojny polsko-bolszewickiej (Letters from the Polish-Bolshevik War), Adiutor, 1995, ISBN 978-83-86100-11-8

#### Russo
- Meltyukhov, Mikhail. Советско-польские войны. Военно-политическое противостояние 1918–1939 гг. [Soviet-Polish Wars. Political and Military standoff of 1918–1939)] (em russo). Moscow: Вече (Veche). ISBN 978-5-699-07637-6